# Mystifier
Mystifier es una banda de black metal procedente de Salvador (Bahía), Brasil. Comenzó sus actividades en 1989. Las letras hablan del ocultismo y del satanismo.

## Historia
Mystifier lanzó dos maquetas y un EP entre 1989 y 1991 y en 1992 firmó un contrato con Discográfica Heavy Metal Maniac Records. El álbum debut también fue lanzado por Osmose Productions. Los primeros álbumes se publicaron en Heavy Metal Maniac y Osmose Productions, lanzaron su último álbum Protogoni Mavri Magiki Dynasteia (2019) por la discográfica francés Season of Mist.
La banda también grabó versiones que aparecieron en recopilaciones: Phantom Lord (Overload 2 - A Tribute To Metallica) y Warriors Of Death (Sepulchral Feast: A Tribute to Sepultura). Mystifier forma parte de Gummo (banda sonora), la banda sonora de la película del mismo nombre.

## Discografía
- Tormenting The Holy Trinity 1989 (Demo)
- T.E.A.R. (The Evil Ascension Returns) 1990 (EP, Maniac Records)
- Aleister Crowley – 1991 (Demo)
- Wicca – 1992 (LP, Heavy Metal Maniac Records)
- Göetia – 1993 (LP, Osmose Productions)
- The World Is So Good That Who Made It Doesn't Live Here – 1996 (LP, Osmose Productions)
- Demystifying The Mystified Ones For A Decade In The Earthly Paradise – 1999 (EP, Demise Records)
- The Fourth Evil Calling From The Abyss (Tormenting The Holy Trinity) – 2000 (Recopilación, Eldritch Music)
- Profanus – 2001 (LP, Encore Records)
- Goëtia & Wicca – 2001 (Recopilación, Osmose Productions)
- Baphometic Goat Worship – 2008 (Recopilación, Nuclear War Now! Productions)
- 25 Years Of Blasphemy and War – 2014 (Recopilación, Dunkelheit Produktionen)
- Protogoni Mavri Magiki Dynasteia – 2019 (LP, Season of Mist)
- The Sign Of The Unholy Baphomet – 2020 (Recopilación, Urtod Void)
- T.E.A.R. (The Evil Ascension Returns) / Tormenting the Holy Trinity – 2021 (Recopilación, Nuclear War Now! Productions)

## Miembros
- Beelzeebubth - Guitarra, Voz
- Sorcerer Do'Urden - Bajo, Voz, Teclados
- Betto Apophis – Batería
- Kaverna - Guitarra, Voz

### Miembros pasados
- Lucifuge Rofocale - Batería
- Behemoth - Guitarra
- Meugninousouan - Voz
- Astaroth - Guitarra
- Arnaldo Asmoodeus - Voz, Teclados
- Zé Luiz - Teclados
- Paulo Lisboa - Guitarra
- Louis Bear - Batería
- Thony D'Assys - Guitarra
- Brunno Rheys - Bajo
- Leandro Kastyphas - Teclados
- Sathanael - Voz
- Alex Rocha - Batería
- Bhruno Brittus - Guitarra
- Thiago Nogueira - Batería
- Leviathan - Voz
- Tiago Shade - Batería
- Yuri Hamayano - Batería
- Renato Corpse - Batería
- Eduardo "Warmonger" Amoris - Batería